# Красильников, Борис Алексеевич
Бори́с Алексе́евич Краси́льников (14 мая 1940, Астрахань — 5 мая 2022) — советский и российский музыкант, дирижёр, скрипач, педагог. Создатель, художественный руководитель и главный дирижёр Астраханского камерного оркестра (1973—?) и Муниципального камерного оркестра города Обнинска (1989—2005), преподаватель скрипки детской музыкальной школы № 2 Обнинска (с 1989). Заслуженный работник культуры Российской Федерации (1999).

## Биография
Родился и вырос в Астрахани, где окончил музыкальную школу и Астраханское музыкальное училище имени М. П. Мусоргского. Окончил Ленинградскую государственную консерваторию имени Н. А. Римского-Корсакова по классу скрипки профессора М. И. Ваймана и вернулся в Астрахань преподавать в музыкальном училище и Астраханской государственной консерватории (с момента её образования в 1969 году). В 1973 году создал Астраханский камерный оркестр (позже ставший филармоническим). В 1975 году окончил ассистентуру при Московской государственной консерватории имени П. И. Чайковского по классу профессора С. И. Снитковского. В 1980-е годы играл в составе камерного дуэта с Ниной Красильниковой. В 1989 году был приглашён в Обнинск для организации Муниципального камерного оркестра (позже получившего название «Ренессанс»), который возглавлял до 2005 года. Был преподавателем скрипки детской музыкальной школы № 2 Обнинска (с 1989). С 2009 года параллельно преподавал скрипку в детской школе искусств № 1 Наро-Фоминска.
Умер 5 мая 2022 года.

### Сотрудничество с Маргаритой Маруна (Суханкиной)
В 1990-е годы на Конкурсе имени Глинки в Смоленске, организованном Музыкальным фондом Ирины Архиповой, Красильникову понравилось выступление певицы Маргариты Маруна, и он предложил ей сотрудничество в концертных программах с Муниципальным камерным оркестром города Обнинска. Сотрудничество состоялось, и певица неоднократно выступала вместе с оркестром в Париже, Будапеште, Праге, Москве и других российских городах, став, как пишет её биограф, «фактически штатным сотрудником этого замечательного коллектива».

### Сотрудничество с Сергеем Кравченко
Другой солист, которого Борис Красильников привлёк к совместной работе с Муниципальным камерным оркестром Обнинска, — скрипач Сергей Кравченко.

## Цитаты
Евгений Еремеев, 2000:
Борис Алексеевич — тонкий, остроумный рассказчик с хорошим старомодным чувством слова, его речевая фраза строится как музыкальная — без единой лишней ноты. Он убеждён, что скрипка — существо одушевлённое. Она не может существовать без музыки — иначе умрёт, точнее в ней умрут звуки. И ещё он считает, что скрипка не прощает музыканта, если он не играет на ней.